# Киров, Сергей Владимирович
Сергей Владимирович Киров (4 февраля 1978, Алма-Ата, Казахская ССР, СССР) — казахстанский футболист, защитник. Выступал за сборную Казахстана.

## Биография
Сергей Киров родился 4 февраля 1978 года в Алма-Ате.
Играл в футбол на позиции защитника. Профессиональную карьеру начал в 1996 году в составе «Кайнара» из Талды-Кургана, выступавшего в высшей лиге чемпионата Казахстана. В течение сезона провёл 22 матча.
В 1997 году перешёл в алма-атинский «Кайрат», но сыграл в его составе только по одному матчу в чемпионате и Кубке Казахстана и был отдан «Улытау» из Джезказгана, также игравшему в высшей лиге.
В 1998—2000 годах выступал за «ЦСКА-Кайрат». В его составе в 2000 году стал обладателем Кубка Казахстана, хотя не провёл ни одного матча в розыгрыше.
В 2001 году перебрался в павлодарский «Иртыш», где был игроком основного состава. Кроме чемпионата и Кубка страны, играл с ним в Азиатском Кубке чемпионов. Выбив из розыгрыша туркменскую «Нису» (3:1, 2:1) и таджикистанский «Варзоб» (4:1, 3:2), на групповом этапе «Иртыш» опередил две команды из Саудовской Аравии — «Аль-Иттихад» и «Аль-Хиляль», пробившись в полуфинал, где уступил в дополнительное время японскому «Джубило Ивата» (0:1), а в матче за 3-4-е места иранскому «Персеполису» (0:2). Киров провёл в этом розыгрыше 5 матчей.
В 2002 году стал игроком действующего чемпиона страны — «Жениса» из Астаны, выиграл в его составе Кубок Казахстана. «Женис» стал первой казахстанской командой, которая после перехода национальной футбольной федерации из АФК в УЕФА участвовала в европейской Лиге чемпионов. Киров сыграл в обоих матчах первого квалификационного раунда, в котором «Женис» уступил молдавскому «Шерифу» по правилу гостевого гола (1:2, 3:2).
В 2003 году вернулся в Талды-Курган, где в течение двух сезонов выступал за «Жетысу». В 2005 году перешёл в «Шахтёр» из Караганды, но в следующем сезоне вновь играл в «Жетысу», уже в первом лиге.
В 2011—2012 годах выступал в первой лиге за «Иле-Саулет» из Отеген-Батыра. В сезоне-2013 также входил в его заявку, но не провёл ни одного матча и с июня до конца года работал в тренерском штабе.
В 1998—2001 годах Киров провёл 4 матча за сборную Казахстана, мячей не забивал.

## Статистика

### Матчи за сборную Казахстана
| № | Дата            | Соперник | Счёт    | Мячи | Соревнование                                  |
| 1 | 3 декабря 1998  | Лаос     | 5:0 (н) | -    | Летние Азиатские игры                         |
| 2 | 10 декабря 2000 | ОАЭ      | 2:5 (г) | -    | Товарищеский матч                             |
| 3 | 23 апреля 2001  | Макао    | 5:0 (д) | -    | Чемпионат мира. Первый квалификационный раунд |
| 4 | 14 ноября 2001  | Эстония  | 0:0 (г) | -    | Товарищеский матч                             |

## Достижения

### В качестве игрока
ЦСКА-Кайрат
- Обладатель Кубка Казахстана (1): 2000.

## Семья
Двоюродный брат Александр Киров (род. 1984) также выступал за сборную Казахстана.